# هوبر ماتوس
هوبر ماتوس (بالإسبانية: Huber Matos)‏ (و. 1918 – 2014 م) هو ثوري، وسياسي من كوبا .
توفي في ميامي، فلوريدا .بسبب نوبة قلبية .

## روابط خارجية
- هوبر ماتوس على موقع IMDb (الإنجليزية)